# Patrick Joosten
Patrick Joosten (Nimega, 14 aprile 1996) è un calciatore olandese, attaccante del Willem II.

## Statistiche

### Presenze e reti nei club
Statistiche aggiornate al 31 agosto 2017.
| Stagione        | Squadra         | Campionato      | Campionato | Campionato | Coppe nazionali | Coppe nazionali | Coppe nazionali | Coppe continentali | Coppe continentali | Coppe continentali | Altre coppe | Altre coppe | Altre coppe | Totale | Totale | Totale |
| Stagione        | Squadra         | Comp            | Pres       | Reti       | Comp            | Pres            | Reti            | Comp               | Pres               | Reti               | Comp        | Pres        | Reti        | Pres   | Reti   |        |
| --------------- | --------------- | --------------- | ---------- | ---------- | --------------- | --------------- | --------------- | ------------------ | ------------------ | ------------------ | ----------- | ----------- | ----------- | ------ | ------ | ------ |
| 2014-2015       | NEC Nijmegen    | ED              | 3          | 0          | CO              | -               | -               | -                  | -                  | -                  | -           | -           | -           | 3      | 0      |        |
| 2015-2016       | Utrecht         | E               | 19+3       | 1          | CO              | 5               | 2               | -                  | -                  | -                  | -           | -           | -           | 27     | 3      |        |
| 2016-2017       | Utrecht         | E               | 13         | 1          | CO              | 0               | 0               | -                  | -                  | -                  | -           | -           | -           | 13     | 1      |        |
| 2017-2018       | Utrecht         | E               | 0          | 0          | CO              | 0               | 0               | UEL                | 0                  | 0                  | -           | -           | -           | 0      | 0      |        |
| Totale Utrecht  | Totale Utrecht  | Totale Utrecht  | 35         | 2          |                 | 5               | 2               |                    | 0                  | 0                  |             | -           | -           | 40     | 4      |        |
| Totale carriera | Totale carriera | Totale carriera | 38         | 2          |                 | 5               | 2               |                    | 0                  | 0                  |             | -           | -           | 43     | 4      |        |

## Palmarès

### Club

#### Competizioni nazionali
- Eerste Divisie: 2

N.E.C.: 2014-2015
Willem II: 2023-2024